# Tình dục với động vật

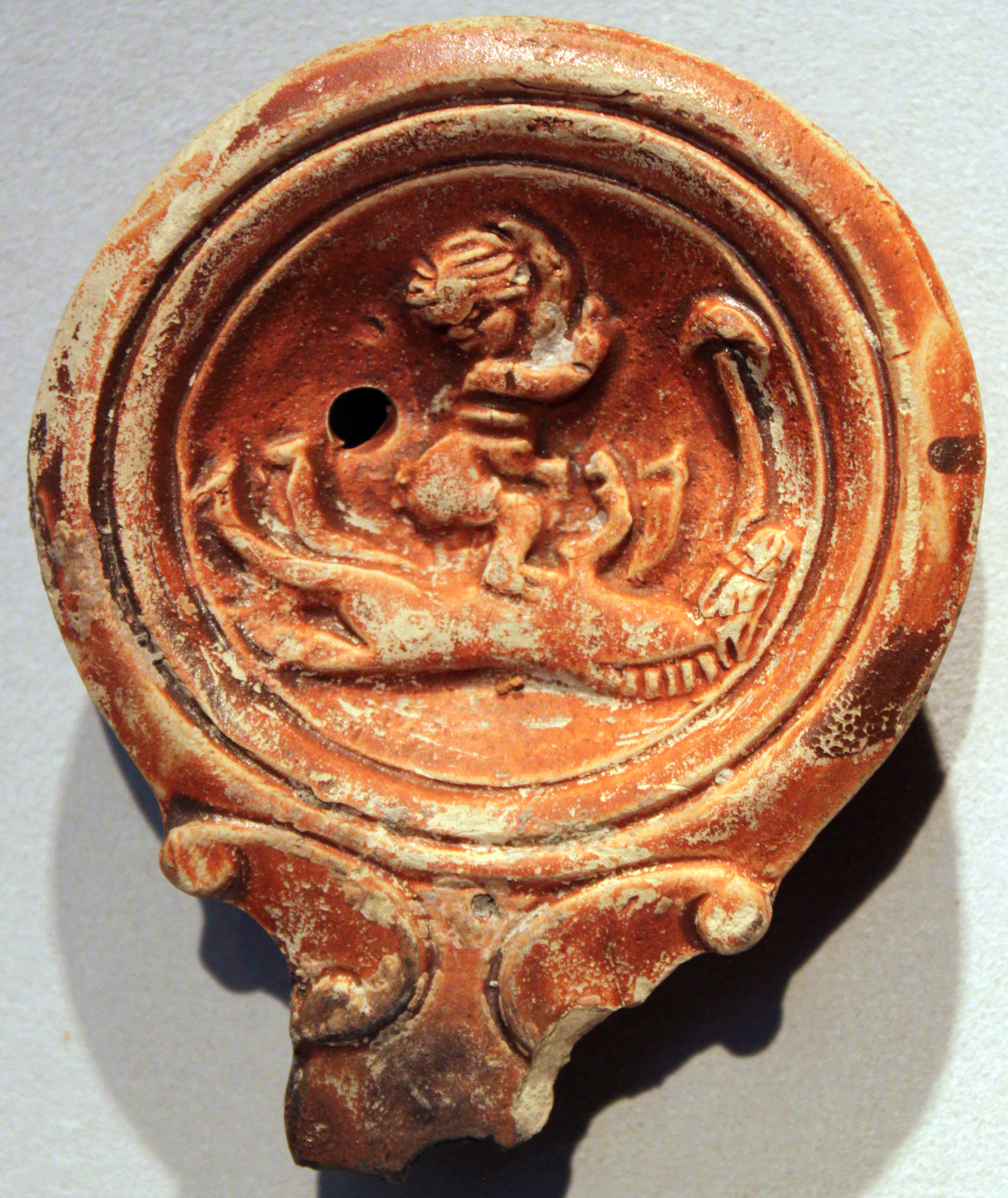
Đèn dầu La Mã miêu tả cảnh tình dục với động vật, khoảng thế kỷ I - III

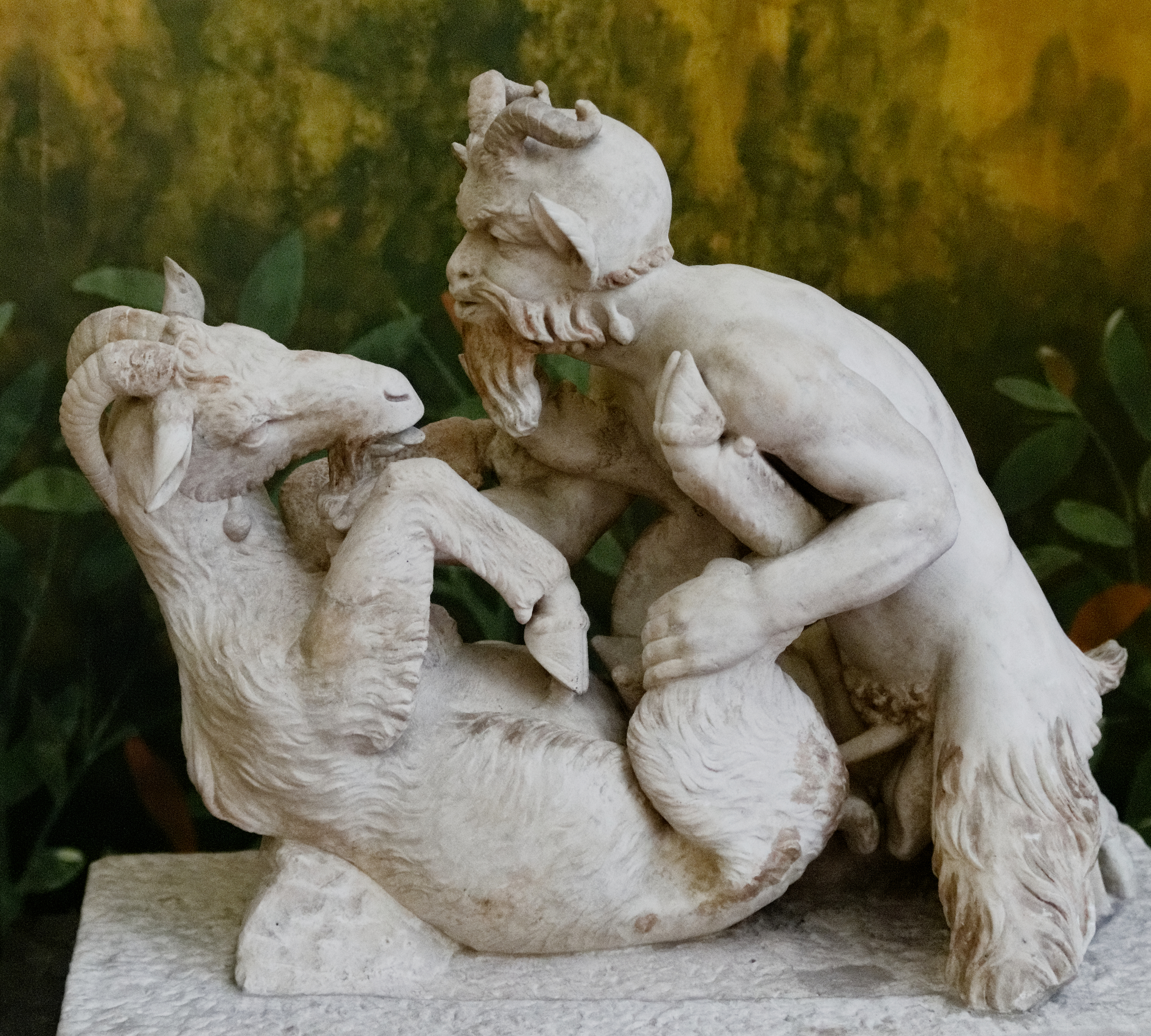
Thần Pan quan hệ tình dục với một con dê, tượng ở Herculaneum, năm 1752

Tình dục với động vật hay chứng luyến thú hay ái thú (tiếng Anh: zoophilia) là một dạng lệch lạc tình dục, đề cập tới việc con người có trải nghiệm hấp dẫn tình dục với động vật mà không phải với người khác. Một vài nhà nghiên cứu cũng phân biệt giữa zoophilia (bị hấp dẫn tình dục bởi động vật) và bestiality (có quan hệ tình dục với động vật, còn gọi là thú dâm). Luật pháp nhiều nước khác coi hành vi này là bất hợp pháp và quy vào tội ngược đãi động vật hoặc chống lại tự nhiên.

## Các vụ việc
Gusti Ngurah Alit, một thanh niên Indonesia 18 tuổi đã bị trưởng làng buộc phải kết hôn với một cô bò cái sau khi bị bắt quả tang đang quan hệ tình dục với bò. Anh nói: "Cô ấy gọi tên tôi và quyến rũ tôi. Vì thế tôi "quan hệ" với cô ấy". Sau buổi lễ kết hôn, Ngurah được tắm rửa sạch sẽ còn cô bò cái bị dìm xuống biển trong một nghi thức "thanh tẩy".
Tháng Năm 1998 - The Jerry Springer Show đã có một tập phim có tiêu đề "Tôi lấy một con ngựa!". Chương trình cuối cùng không được phát sóng vào ngày dự kiến, rõ ràng là do những lo ngại về sự chấp nhận phát sóng một tập phim, trong đó một người đàn ông thừa nhận mối quan hệ tình cảm và tình dục dài hạn với ngựa của mình. Người đàn ông và con ngựa của ông sau đó tham gia vào một tài liệu của Anh về chủ đề này.

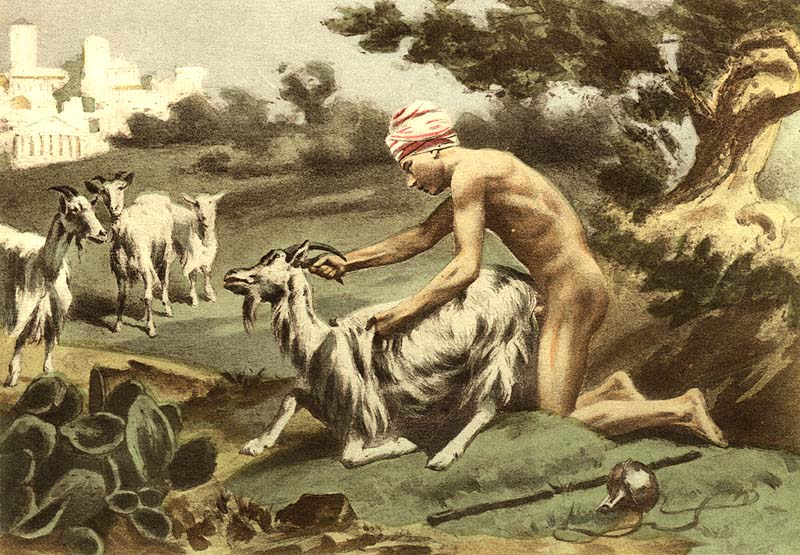

Tháng hai năm 2006, người đàn ông Xu Đăng tên là Charles Tombe bị bắt gặp đang làm tình với dê cái của hàng xóm (sau này được gọi với tên Rose). Anh bị buộc phải cưới Rose và bồi thường cho người hàng xóm món tiền 15000 đi na Xu Đăng làm sính lễ.
Ở Việt Nam, câu chuyện cổ tích "lấy vợ cóc" kể về một chàng thư sinh lấy một con cóc, sau đó con cóc này hóa thân thành một cô gái xinh đẹp, đảm đang.
Trong chương trình "Nói nghe nè" cùng MC, nhà báo Trác Thúy Miêu tập 9, Nguyễn Anh Phong, tác giả nổi tiếng với trang "Chuyện của Phong" chia sẻ một câu chuyện có thật, trong đó có lời tâm sự của người giao cấu với động vật: "Đúng rồi đó anh ơi, em thích sex với động vật, thường là chó với gà. Lúc đầu em tưởng mình bị khùng nhưng đi tìm trên mạng thì thấy có nhiều người giống như em. Em biết sai nhưng em không kìm lại được."
Năm 2013, Lê Tuấn Anh (sinh năm 1995, trú tại xã Quảng Châu, huyện Quảng Xương, Thanh Hóa) đã bị kết án 18 năm tù giam về tội "hiếp dâm" và "giết người". Lê Tuấn Anh đã từng giao cấu với cả động vật như lợn và trâu, trộm đồ lót phụ nữ để ngửi và nhai, nhiều người còn tố rằng bị y đục lỗ ở nhà tắm để nhìn trộm khi đang tắm.
Năm 2011, Viện Sức khỏe Tâm thần, Bệnh viện Bạch Mai tiếp nhận và điều trị cho bệnh nhân là anh Lê Văn Phong, 25 tuổi, ở Bắc Ninh mắc chứng rối loạn, lệch lạc hành vi tình dục. Thay vì làm "chuyện ấy" với người, bệnh nhân này lại muốn tìm lạc thú và thấy được thỏa mãn khi thực hiện hành vi quan hệ với động vật. Có nhiều nguyên nhân gây ra chứng yêu động vật. Tuy nhiên, một số nguyên nhân phổ biến là sợ các quan hệ trưởng thành, bệnh nhân có nhu cầu sử dụng sức mạnh, căm ghét bạn tình khác giới... Hơn nữa, các hoạt động tình dục với động vật đôi khi xuất hiện dưới dạng thử nghiệm tình dục hoặc do tò mò khi không có bạn tình...", bác sỹ Nguyễn Văn Dũng, trưởng phòng T4, Viện Sức khỏe Tâm thần, Bệnh viện Bạch Mai cho biết.

## Hình ảnh

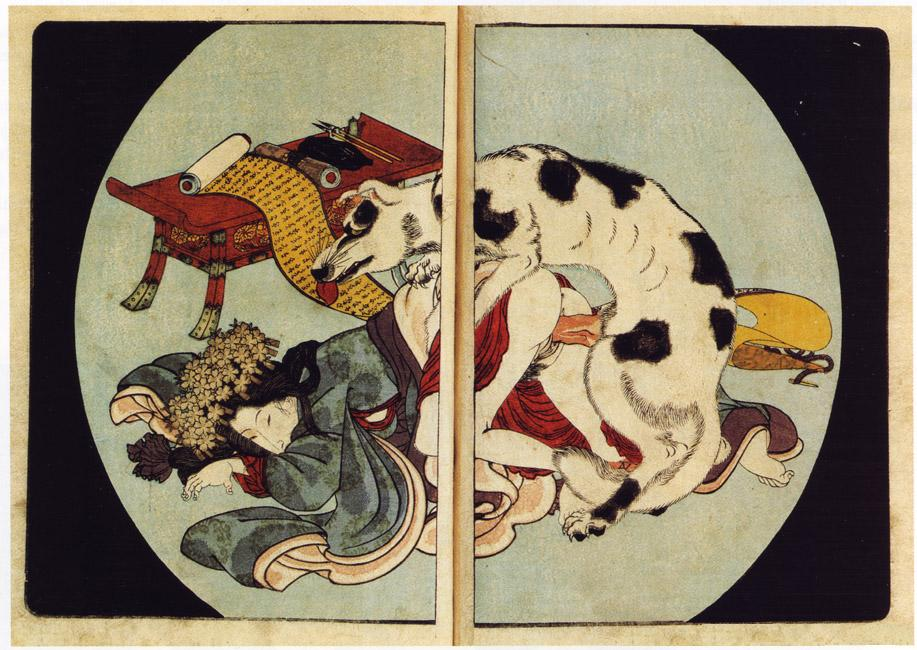
Tranh của họa sĩ Kunisada năm 1837
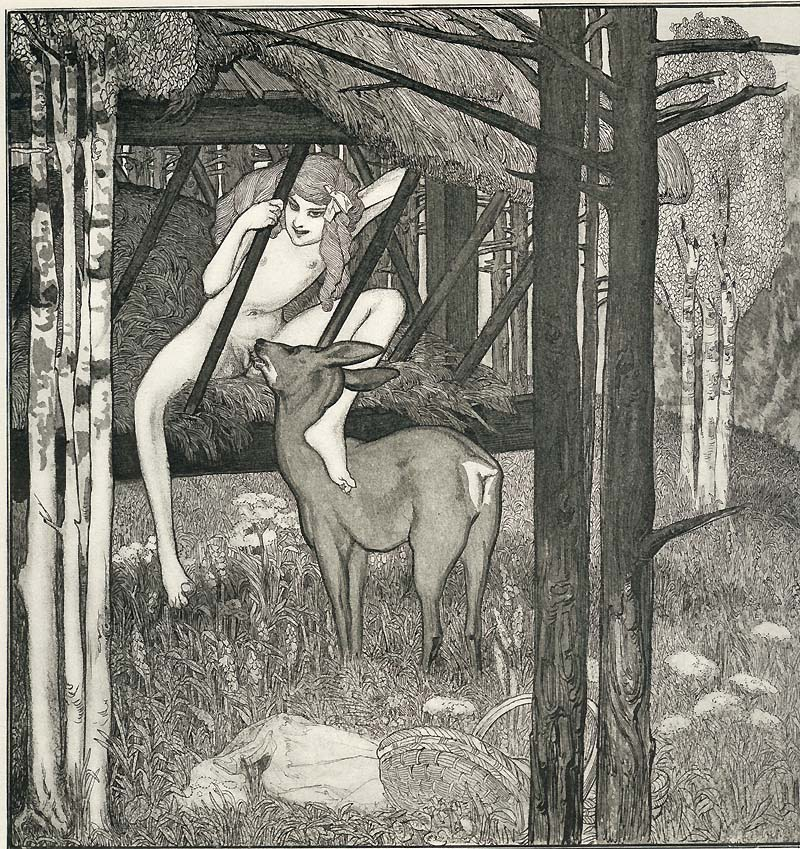
Tranh của Franz von Bayros, tả cảnh quan hệ bằng miệng giữa một cô gái và một con nai
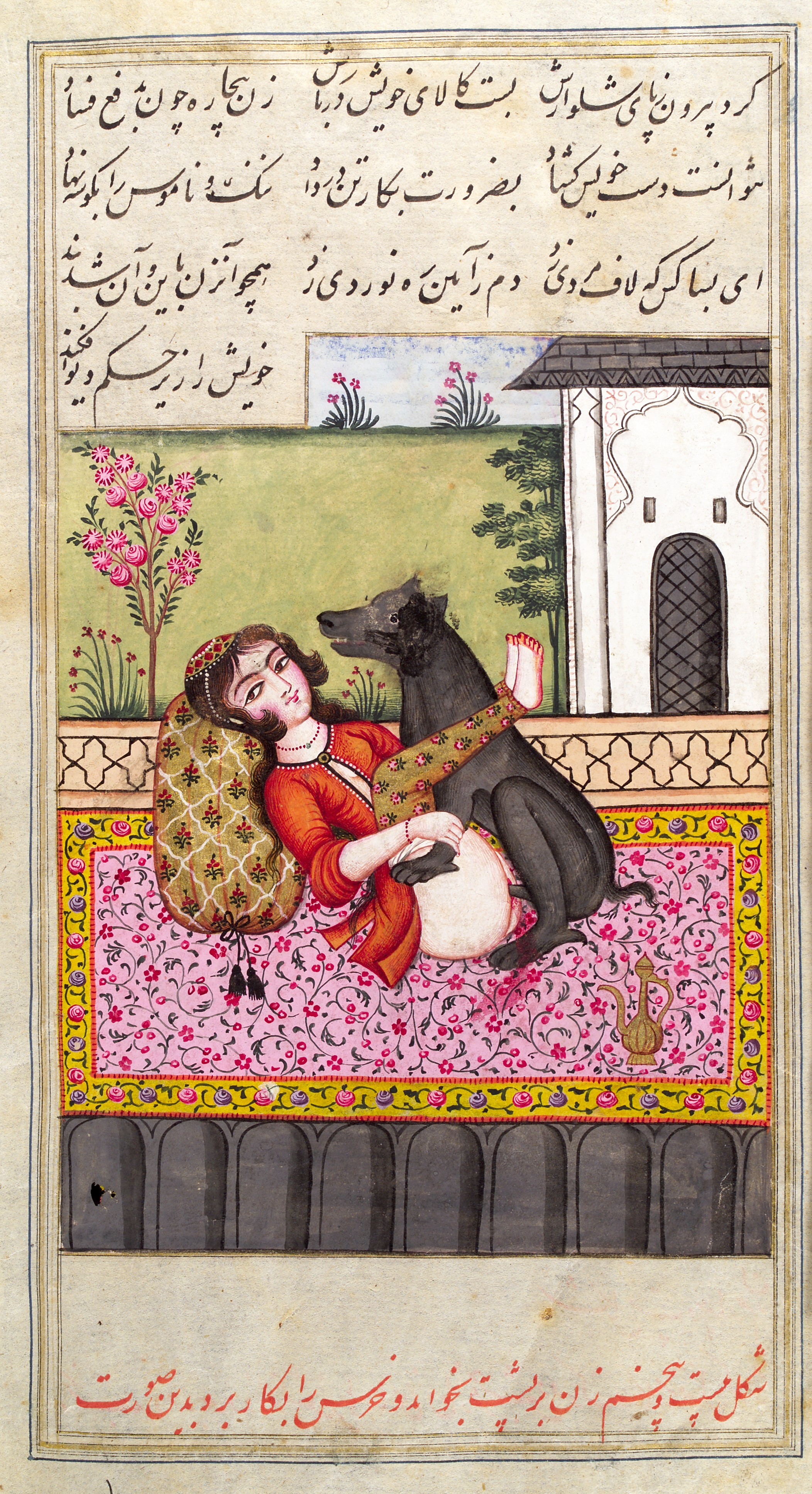
Minh họa trong một cuốn sách của Iran thế kỷ 15

### Học thuật
- Andrea Beetz PhD: Bestiality and Zoophilia (2005), ISBN 978-1-55753-412-5
- Andrea Beetz PhD: Love, Violence, and Sexuality in Relationships between Humans and Animals (2002), ISBN 978-3-8322-0020-6
- Doron S. Ben-Atar and Richard D. Brown: Taming Lust: Crimes Against nature in the Early Republic. Philadelphia: University of Pennsylvania Press, 2014.
- Earls, Christopher M.; Lalumière, Martin L. (2007). "A Case Study of Preferential Bestiality". Archives of Sexual Behavior. Quyển 38 số 4. tr. 605–9. doi:10.1007/s10508-007-9285-x. PMID 18157625.
- Williams, Colin J.; Weinberg, Martin S. (2003). "Zoophilia in men: A study of sexual interest in animals". Archives of Sexual Behavior. Quyển 32 số 6. tr. 523–35. doi:10.1023/A:1026085410617. PMID 14574096.
- Ellison, Alfred, Sex Between Humans & Animals: The Psycho-Mythic Meaning of Bestiality, San Diego: Academy Press, 1970. [paperback, volumes 1 and 2]
- Hani Miletski PhD: Bestiality – Zoophilia: An exploratory study, Diss., The Institute for Advanced Study of Human Sexuality. – San Francisco, CA, October 1999
  - Hani Miletski PhD: Bestiality/zoophilia – An exploratory study, 2000, Scandinavian Journal of Sexology, 3(4), 149–150.
- Hani Miletski PhD: Understanding Bestiality and Zoophilia, 2002, available at Hani Miletski's Homepage (Book review by Journal of Sex Research, May 2003)
- Hans Hentig PhD: Soziologie der Zoophilen Neigung (Sociology of the Zoophile Preference) (1962)
- Harris, Edwin. Animals as Sex Partners, 1969
- Havelock Ellis, Studies in the psychology of sex, Vol. V (1927) ch.4 covering Animals as Sources of Erotic Symbolism—Mixoscopic Zoophilia—Erotic Zoophilia—Zooerastia—Bestiality—The Conditions that Favor Bestiality—Its Wide Prevalence Among Primitive Peoples and Among Peasants—The Primitive Conception of Animals—The Goat—The Influence of Familiarity with Animals—Congress Between Women and Animals—The Social Reaction Against Bestiality. online version
- Josef Massen: Zoophilie – Die sexuelle Liebe zu Tieren (Zoophilia – the sexual love of/for animals) (1994), ISBN 978-3-930387-15-1
- Kahn, Richard. Zoophilia and Bestiality: Cross-cultural Perspectives. In Marc Bekoff (ed.), Encyclopedia of Human-Animal Relationships. Greenwood Press, (2007).
- Lindzey, A. "On Zoophilia". The Animals' Agenda, Westport: May/Jun 2000. Vol. 20, Iss. 3; p. 29.
- Podberscek, Anthony L, Elizabeth S. Paul, James A. Serpell eds. Companion Animals and Us: Exploring the Relationships between People and Pets, Cambridge University Press. ISBN 978-0-521-63113-6
- Roland Grassberger PhD: Die Unzucht mit Tieren (Sex with Animals) (1968)
- S. Dittert, O. Seidl and M. Soyka: Zoophilie zwischen Pathologie und Normalität: Darstellung dreier Kasuistiken und einer Internetbefragung (Zoophilia as a special case of paraphilia: presentation of three case reports and an Internet survey) – in: Der Nervenarzt: Organ der Deutschen Gesellschaft für Psychiatrie, Psychotherapie und Nervenheilkunde; Organ der Deutschen Gesellschaft für Neurologie, 2004, published online in German ngày 10 tháng 6 năm 2004 (PDF) English machine translation

### Khác
- Bear (novel), a novel about a sexual relationship between a woman and a bear
- Midas Dekkers: Dearest Pet: On Bestiality, ISBN 978-1-85984-310-9
- Mark Matthews: The Horseman: Obsessions of a Zoophile, ISBN 978-0-87975-902-5(German translation: Der Pferde-Mann, 2nd Print 2004, ISBN 978-3-8334-0864-9)
- Marjorie B. Garber: Dog Love, ISBN 978-0-641-04272-0
- Gaston Dubois-Dessaule: Etude sur la bestialité au point de vue historique, médical et juridique (The Study of Bestiality from the Historical, Medical and Legal Viewpoint) (Paris, 1905)

- Reprinted 2003 as – Gaston Dubois-Desaulle: Bestiality: An Historical, Medical, Legal, and Literary Study, University Press of the Pacific (ngày 1 tháng 11 năm 2003), ISBN 978-1-4102-0947-4 (Paperback Ed.)

- A.F. Neimoller:
  - Bestiality and the Law: A Resume of the Law and Punishments for Bestiality with Typical Cases from Fifteenth Century to the Present (1946)
  - Bestiality in Ancient and Modern Times: A Study of the Sexual Relations of Man and Animals in All Times and Countries (1946)
- Marie-Christine Anest: Zoophilie, homosexualite, rites de passage et initiation masculine dans la Greece contemporaine (Zoophilia, homosexuality, rites of passage and male initiation in contemporary Greece) (1994), ISBN 978-2-7384-2146-3
- Robert Hough: The Final Confession Of Mabel Stark (Stark was the world's premier tiger trainer of the 1920s, specializing in highly sexualized circus acts. She wore white outfits to hide the tiger's semen during mating rituals and foreplay, which the audience took to be vicious attacks.)
- Otto Soyka: Beyond the Boundary of Morals